# Hunyadi (település)
Hunyadi (ukránul Гуняді [Hunyagyi]) település Ukrajnában, Kárpátalján, a Beregszászi járásban.

## Fekvése
Beregszásztól délnyugatra, a magyar határ mellett fekvő település.

## Története
Területe a trianoni béke előtt Bereg vármegye Tiszaháti járásához tartozott. Az első világháborút követően a mesterségesen létrehozott Csehszlovákiához csatolták, majd 1938-tól ismét Magyarországhoz tartozott 1944 őszéig, amikor a szovjet csapatok megszállták.
Ennek következtében e terület 1945-ben az Ukrán Szovjet Szocialista Köztársaság, s ezzel együtt a Szovjetunió részévé vált. Hunyadi az újonnan alapított települések közé tartozik. 1977-ben alapították.
1991 óta a független Ukrajna része.

## Népessége
2001-ben a népszámlálás adatai szerint 325 lakosa volt.